# I See You (Theme from Avatar)
Pour les articles homonymes, voir I See You.
Pistes de Avatar
War 
(13) Pandora 
(15)
I See You (Theme from Avatar) (littéralement « Je te vois Thème d'Avatar ») est une chanson de la chanteuse britannique Leona Lewis, composée par James Horner, Kuk Harrell et Simon Franglen, et dont le single est sorti le 3 décembre 2009 aux États-Unis et le 14 décembre 2009 en France. Le clip est sorti le 15 décembre 2009 aux États-Unis.
Cette chanson est celle du générique de fin du film Avatar. Elle n'est ainsi présente dans aucun album de la chanteuse mais dans l'album de la bande originale du film, dont il constitue la 14e piste.
La chanson a été nommée pour la Meilleure chanson originale lors de la 67e cérémonie des Golden Globes en 2010. Mais la récompense a été attribuée à The Weary Kind, thème original du film Crazy Heart.